# Pyrgomorphellula curtula
Pyrgomorphellula curtula är en insektsart som först beskrevs av Boris Petrovich Uvarov 1952.  Pyrgomorphellula curtula ingår i släktet Pyrgomorphellula och familjen Pyrgomorphidae. Inga underarter finns listade i Catalogue of Life.